# Casa Morell
La casa Morell és un edifici situat als carrers de Sant Honorat, 3 i de la Fruita, 4 de Barcelona, catalogat com a bé cultural d'interès local. Actualment és la seu del Departament de la Presidència de la Generalitat de Catalunya, junt amb la veïna casa Moxó.

## Història
En aquest indret hi havia les cases dels jueus Massot Avengenà, Jafudà i Mahir Llobell, vinculades a un alfòndec del Call Major, la propietat de les quals fou reunida pel jurista Pere de Rajadell després del pogrom de 1391. El nou propietari es va trobar amb la desagradable sorpresa que al pou hi havia enterrats molts cossos de jueus morts, per la qual cosa va demanar permís al rei per a traslladar-los a un altre indret.
El 1772, Gertrudis d'Armengol i de Despujol, baronessa de Rocafort de Queralt, i el seu fill Ramon Lluís de Peguera i d'Armengol van establir la propietat en emfiteusi al doctor en lleis i ciutadà honrat Josep Antoni Febrés i Salamó, que el 1773 va demanar permís per a obrir-hi una porta d'escala al carrer de la Fruita i una finestra al de Sant Honorat per als entresols. El 1787, el seu fill i hereu Francesc Antoni Febrés i Barenys va demanar permís per a obrir una botiga al carrer de Sant Honorat, i novament el 1790 i el 1815 per a fer-hi diverses reformes. El 1818, la seva vídua Maria Paula Jonch i Andreu va demanar una moratòria de l'enderrocament d'una part d'edifici ruïnosa al carrer de la Fruita, i l'any següent va presentar-ne el projecte de reconstrucció.
Francesc Antoni no tingué descèndencia, i per això, en el seu testament del 1816 va nomenar hereu universal el seu nebot Josep Marià Morell i Febrés, fill del doctor en dret Ramon Morell i Requesens i la seva germana Francesca. Josep Marià es va casar amb Francesca Desclapés, natural de Figueres, on el matrimoni va fugir de Barcelona arran de la invasió napoleònica del 1808, i hi va morir el 1819. Aleshores, la propietat fou heretada pel seu fill Joaquim Morell i Desclapés, que el 1851 encarregà a l'arquitecte Josep Oriol Mestres el projecte d'un nou edifici.

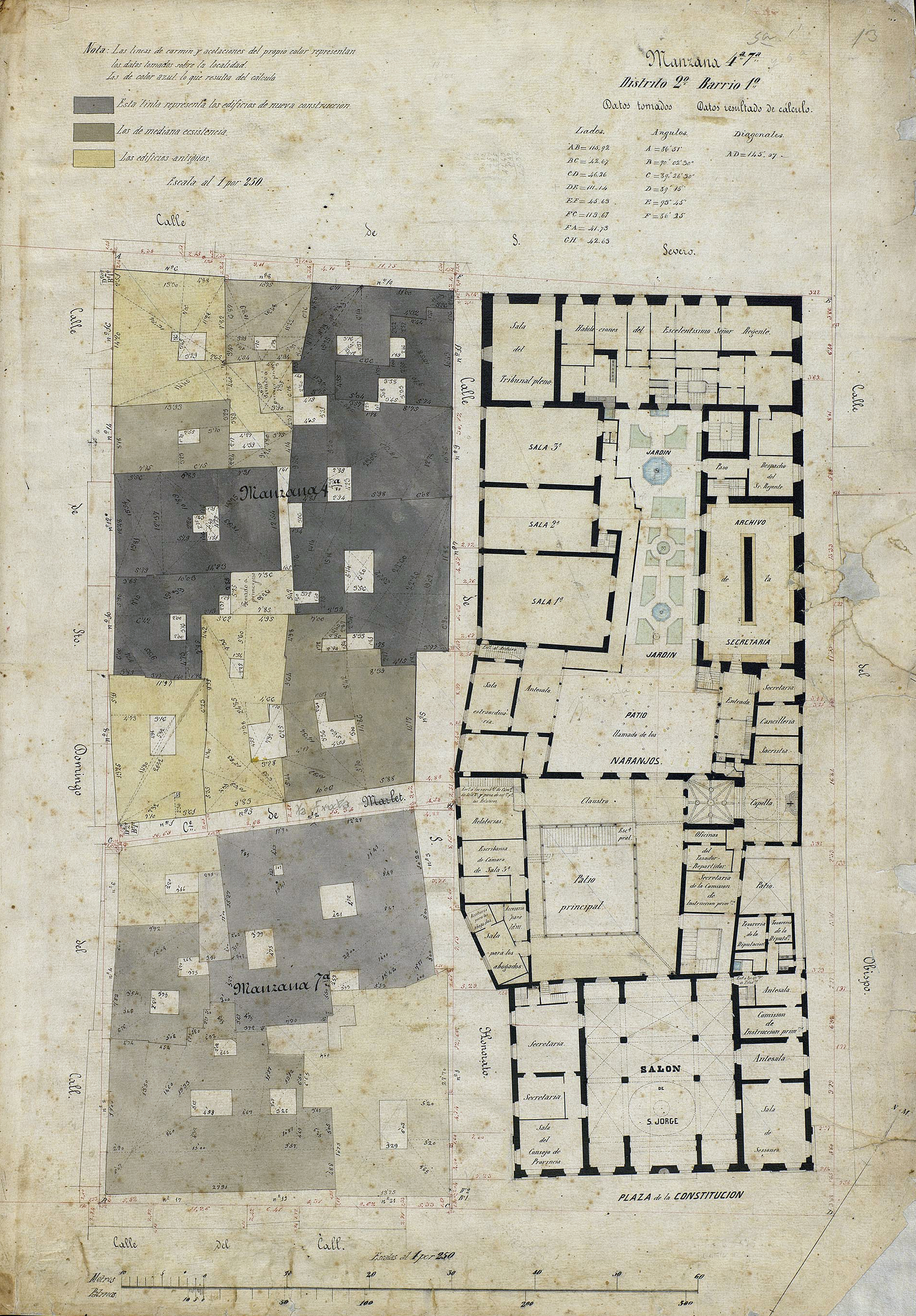
Quarteró núm. 28b de Garriga i Roca (c. 1860)

## Descripció
Edifici d'habitatges de planta baixa, quatre pisos i golfes amb façanes a dos carrers. La del carrer de la Fruita, més extensa, és menys ornamental que la principal, i a més, té els balcons dels extrems substituïts per finestres. La composició ve determinada per l'alineació vertical de les obertures i les impostes que marquen els diferents nivells de forjats tot definint el ritme horitzontal. Confrontant amb la veïna Casa Adret, cal destacar una torre preexistent, que presenta tres fases constructives diferents: a la planta baixa, un arc de pedra demostra un passat medieval, mentre que la resta de l'alçat es dataria al segle xviii, i les obertures de comunicació i forjats serien del 1851.
La façana de Sant Honorat té cinc balcons a cada pis, lligats dos a dos simètricament per balconades sobre permòdols decorats al principal i al primer. Val la pena destacar el disseny de les baranes de ferro. L'accés es fa través del portal central, que duu a un pati del qual arrenca una escala per a pujar a les plantes superiors. Els replans s'obren al pati mitjançant finestres bíforades gòtiques, que Mestres degué reaprofitar de les construccions preexistents del Call. Per altra banda, l'estructura de pilars i jàsseres de fosa a la planta baixa és una les primeres d'aquest tipus a l'arquitectura civil de Barcelona.

### Domus romana i sitges medievals
La reforma integral de l'edifici per tal d'unir-lo al veí del carrer de Sant Honorat, 1 va motivar l'excavació total del solar entre els anys 2000 i 2003. Les troballes més importants són els vestigis d'una domus romana del segle iv i unes grans sitges medievals del segle xiii, corresponents a una casa-palau de l'alfòndec del Call Major de la ciutat.
El 2010, les restes van ser museïtzades segons el projecte de l'arquitecte Josep Llinàs, i actualment són visitables com a part del Museu d'Història de Barcelona (MUHBA), amb accés pel carrer de la Fruita.